# Vetzberg

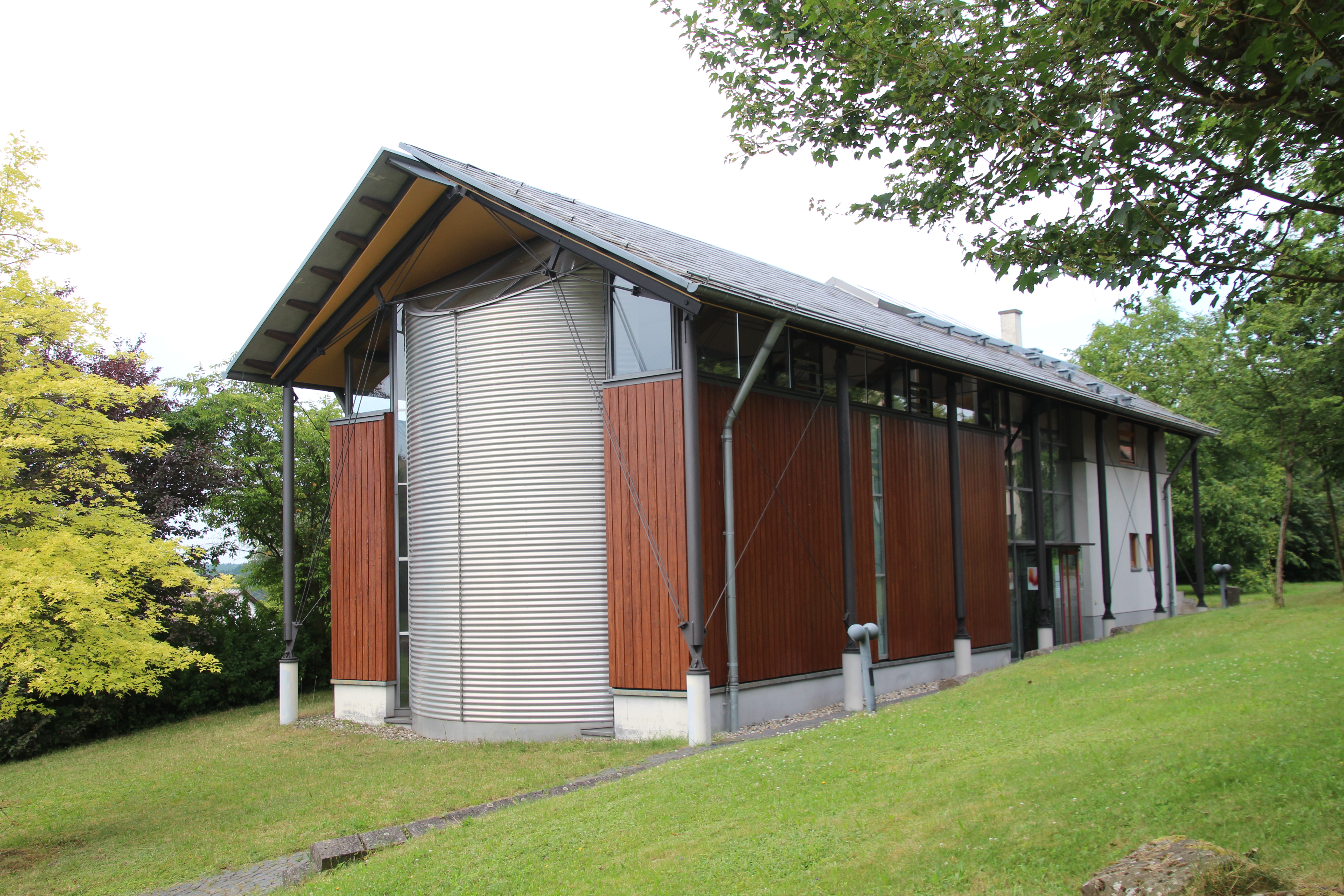
Ev. Kirche Vetzberg – kein Kulturdenkmal, aber aufgrund der modernen Architektur sicher sehenswert

Vetzberg ist ein Ortsteil der Gemeinde Biebertal im mittelhessischen Landkreis Gießen.

## Geschichte
Weithin sichtbar ist die Burg Vetzberg, erbaut in der Zeit um 1100 bzw. in der ersten Hälfte des 12. Jahrhunderts. Sie befindet sich auf der Spitze des erloschenen gleichnamigen Vulkans Vetzberg. Im Ortsbereich befindet sich eine Burgpforte, welche das Oberdorf mit dem Unterdorf verbindet.
Ca. 3 km entfernt ist der Dünsberg mit reichhaltigen Resten eines keltischen Oppidum.
Rings um Vetzberg finden sich zahlreiche Reste militärischer Anlagen aus dem Siebenjährigen Krieg, z. B. im Nachbarort Rodheim-Bieber die Sternschanze. Die in Vetzberg errichtete Schanze ist allerdings nicht mehr sichtbar.
Vetzberg wurde erstmals 1226 urkundlich erwähnt.

### Historische Namensformen
In erhaltenen Urkunden wurde Vetzberg unter den folgenden Ortsnamen erwähnt (in Klammern das Jahr der Erwähnung):
- de Vogdisberch (1226) [Urkundenbuch der Stadt Wetzlar 2, S. 4 Nr. 7]

### Gebietsreform
Im Zuge der Gebietsreform in Hessen fusionierte die selbstständige Gemeinde Vetzberg am 1. Dezember 1970 freiwillig mit den Gemeinden Fellingshausen, Königsberg, Krumbach und Rodheim-Bieber zur neuen Großgemeinde Biebertal. Für Vetzberg wurde wie für alle ehemals eigenständigen Gemeinden ein Ortsbezirk mit Ortsbeirat und Ortsvorsteher eingerichtet. Der Sitz der Gemeindeverwaltung wurde Rodheim-Bieber.

### Verwaltungsgeschichte im Überblick
Die folgende Liste zeigt die Staaten und Verwaltungseinheiten, denen Vetzberg angehört(e):
- vor 1787: Heiliges Römisches Reich, Fürstentum Nassau-Weilburg, Amt Gleiberg
- ab 1787: Heiliges Römisches Reich, Fürstentum Nassau-Weilburg, Oberamt Atzbach, Amt Gleiberg
- ab 1806: Herzogtum Nassau,[Anm. 2] Amt Gleiberg
- ab 1816: Königreich Preußen, Provinz Großherzogtum Niederrhein, Regierungsbezirk Koblenz, Kreis Wetzlar[Anm. 3]
- ab 1822: Königreich Preußen, Rheinprovinz, Regierungsbezirk Koblenz, Kreis Wetzlar[Anm. 4]
- ab 1867: Norddeutscher Bund,[Anm. 5] Königreich Preußen,[Anm. 6] Rheinprovinz, Regierungsbezirk Koblenz, Kreis Wetzlar
- ab 1871: Deutsches Reich, Königreich Preußen, Rheinprovinz, Regierungsbezirk Koblenz, Kreis Wetzlar
- ab 1918: Deutsches Reich, Freistaat Preußen, Rheinprovinz, Regierungsbezirk Koblenz, Kreis Wetzlar
- ab 1932: Deutsches Reich, Freistaat Preußen, Provinz Hessen-Nassau, Regierungsbezirk Wiesbaden, Kreis Wetzlar
- ab 1944: Deutsches Reich, Freistaat Preußen, Provinz Nassau, Kreis Wetzlar
- ab 1945: Amerikanische Besatzungszone, Groß-Hessen,[Anm. 7] Regierungsbezirk Wiesbaden, Kreis Wetzlar
- ab 1949: Bundesrepublik Deutschland, Land Hessen, Regierungsbezirk Wiesbaden, Kreis Wetzlar
- ab 1968: Bundesrepublik Deutschland, Land Hessen, Regierungsbezirk Darmstadt, Kreis Wetzlar
- ab 1970: Bundesrepublik Deutschland, Land Hessen, Regierungsbezirk Darmstadt, Kreis Wetzlar, Gemeinde Biebertal[Anm. 8]
- ab 1977: Bundesrepublik Deutschland, Land Hessen, Regierungsbezirk Darmstadt, Lahn-Dill-Kreis, Gemeinde Biebertal
- ab 1979: Bundesrepublik Deutschland, Land Hessen, Regierungsbezirk Darmstadt, Landkreis Gießen, Gemeinde Biebertal
- ab 1981: Bundesrepublik Deutschland, Land Hessen, Regierungsbezirk Gießen, Landkreis Gießen, Gemeinde Biebertal

### Einwohnerentwicklung
- 1834: 41 Häuser, 229 Einwohner[1]

| Vetzberg: Einwohnerzahlen von 1834 bis 1970 | Vetzberg: Einwohnerzahlen von 1834 bis 1970 | Vetzberg: Einwohnerzahlen von 1834 bis 1970 | Vetzberg: Einwohnerzahlen von 1834 bis 1970 | Vetzberg: Einwohnerzahlen von 1834 bis 1970 |
| --- | ------------------------------------------- | ------------------------------------------- | ------------------------------------------- | ------------------------------------------- |
| Jahr |                                             |                                             |                                             | Einwohner                                   |
| 1834 | 1834                                        |                                             | 229                                         | 229                                         |
| 1840 | 1840                                        |                                             | 242                                         | 242                                         |
| 1846 | 1846                                        |                                             | 255                                         | 255                                         |
| 1852 | 1852                                        |                                             | 254                                         | 254                                         |
| 1858 | 1858                                        |                                             | 279                                         | 279                                         |
| 1864 | 1864                                        |                                             | 276                                         | 276                                         |
| 1871 | 1871                                        |                                             | 292                                         | 292                                         |
| 1875 | 1875                                        |                                             | 290                                         | 290                                         |
| 1885 | 1885                                        |                                             | 291                                         | 291                                         |
| 1895 | 1895                                        |                                             | 323                                         | 323                                         |
| 1905 | 1905                                        |                                             | 363                                         | 363                                         |
| 1910 | 1910                                        |                                             | 405                                         | 405                                         |
| 1925 | 1925                                        |                                             | 477                                         | 477                                         |
| 1939 | 1939                                        |                                             | 489                                         | 489                                         |
| 1946 | 1946                                        |                                             | 604                                         | 604                                         |
| 1950 | 1950                                        |                                             | 639                                         | 639                                         |
| 1956 | 1956                                        |                                             | 622                                         | 622                                         |
| 1961 | 1961                                        |                                             | 615                                         | 615                                         |
| 1967 | 1967                                        |                                             | 736                                         | 736                                         |
| 1970 | 1970                                        |                                             | 798                                         | 798                                         |
| Datenquelle: Historisches Gemeindeverzeichnis für Hessen: Die Bevölkerung der Gemeinden 1834 bis 1967. Wiesbaden: Hessisches Statistisches Landesamt, 1968. Weitere Quellen: |                                             |                                             |                                             |                                             |

### Religionszugehörigkeit
Quelle: Historisches Ortslexikon
| • 1834: | 205 evangelische Einwohner, 10 Mennoniten, 14 Juden               |
| • 1961: | 558 evangelische (= 90,73 %), 47 katholische (= 7,64 %) Einwohner |

## Kulturdenkmäler
- Jüdischer Friedhof (Vetzberg)
- Burg Vetzberg